# Angelamaría Dávila
Ánjelamaría Dávila là một nhà thơ và nhà văn người Puerto Rico, người đã viết một cách cởi mở về tình yêu, các mối quan hệ và người phụ nữ của mình theo cách riêng tư và thân mật. Cô là một giọng nữ Afro-Caribbean và tiếng Afro-Caribbean được chú ý, người đã thể hiện Puerto Rico của mình.

## Tiểu sử
Ángela María Dávila Malavé sinh ra ở Humacao, Puerto Rico (quốc gia châu Mỹ, chịu ảnh hưởng bởi Hoa Kỳ) vào ngày 21 tháng 2 năm 1944.
Cô đã viết thơ bằng tiếng Tây Ban Nha bản địa của mình ngay cả trước khi học đại học. Ánjelamaría Dávila đã tham dự Đại học de Puerto Rico vào những năm 1960 và là một phần của Generación del 60, một nhóm các nhà thơ nổi tiếng và cách mạng của Puerto Rico, nơi cô đóng góp cho tạp chí văn học Guajana.
Cô cộng tác với nhà thơ đồng nghiệp người Puerto Rico và chồng là Jose María Lima. Ánjelamaría, là một ca sĩ và họa sĩ, biểu diễn tại các quán rượu và bao gồm cả hình minh họa của cô bên cạnh những bài thơ của cô như được thấy trong la querencia, trong đó bút chì màu và bút đen vẽ hình người được đi kèm với công việc thiết kế đồ họa của họa sĩ Nelson Sambolín.
Cô có hai con còn sống, diễn viên Aurelio Lima (sinh năm 1970) và Amanda Colón (sinh năm 1980).
Cô đã qua đời vì biến chứng phổi từ bệnh Alzheimer ngày 8 tháng 7 năm 2003 tại Río Grande.

## Nghề nghiệp
Tạp chí văn học Puerto Rico, Revista Guajana, ghi nhận Dávila trực tuyến với việc đóng góp cho số đầu tiên (G1.1) của Guajana vào năm 1962 với hai bài thơ mang tên I và II. Cô sẽ sớm rời khỏi Guajana để tiếp tục công việc của mình như một nhà thơ độc lập.
Những ảnh hưởng của cô bao gồm Julia de Burgos, Clara Lair, Sylvia Rexach và Sor Juana Inés de la Cruz. Theo tiểu sử của cô trên Fundación Nacional para la Cultura Phổ biến của Puerto Rico, vào năm 1963, nhà thơ đã lưu ý Jorge Luis Morales sau đó tặng Dávila cho Ateneo Puertorriqueño, nơi cô thực hiện bài hát đầu tiên của mình. Năm 1965, một số bài thơ của bà đã được đưa vào Antología de jóvenes poetas do Viện nghiên cứu Cultuto de Cultura Puertorriqueña biên tập.
Năm 1966, cô và chồng là Jose María Lima hợp tác với bài thơ của họ (một tập thơ), Homenaje al ombligo ( Homage to the rốn), một tác phẩm thơ và các bức vẽ tập trung vào sự thân mật và gợi cảm của con người.
Vào năm 1977, Dávila đã xuất bản tập thơ thứ hai của mình Animal Animalo y tierno.
Năm 1994, tác phẩm của cô đã được đưa vào cuốn Antología de la poesía hispanoamericana và thực tế, do Julio Ortega biên tập.
Năm 2004, một số bài thơ của cô đã được đưa vào trong Flor Flor de lumbre: Guajana 40 aniversario 1962-2002 ".
Một tập thơ thứ ba, la querencia, đã được xuất bản sau năm 2006 bởi Việnuto de Cultura Puertorriqueña.

## Chủ đề trong sự nghiệp

### Yêu
Tình yêu là một ý tưởng trung tâm cho nội dung các tác phẩm của Dávila như một bằng chứng về sự quan tâm và sự gắn kết của cô với vị trí của tình yêu trong trải nghiệm của con người. Ví dụ, trong la querencia, một bài thơ mở đầu sau trang tiêu đề đặt ra tình yêu liên quan đến giới từ Tây Ban Nha định vị và định vị tình yêu:
a afuera adentro arriba abajo adelante atrás antes bajo cabe con
contra cuando de desde después durante en entre trừo hacia
hasta mediante mientras para por pues salvo según sin so sobre
tras
el amor 
Theo tình yêu, chống lại tình yêu, trong tình yêu và không có tình yêu là cách cư xử gắn bó với khái niệm tình yêu mà Dávila thiết lập khi bắt đầu tác phẩm của mình để độc giả cân nhắc và làm tiền đề cho sự khám phá sâu hơn trong tác phẩm. Đáng kể, từ querencia có nghĩa là tình yêu, sự yêu thích và sự gắn bó. Xuyên suốt bài thơ này, cô chỉ đạo và suy ngẫm những bài thơ về bản thân và một người yêu nam, tình yêu của họ và cơ thể của họ đóng vai trò như thế nào trong trải nghiệm của họ.

### Cơ thể con người
Dávila viết về cơ thể con người, đặc biệt là trong phần thứ sáu của la querencia có tựa đề "MORADA TERCERA / TU CUERPO SIEMPRE CÁLIDO", trong đó cô khám phá "cosas del cuerpo, del ánima, del silencio" trong ba "thói quen" thơ.
Trong phần đầu tiên, cô dành 10-11 bài thơ về các bộ phận cơ thể khác nhau của người yêu. Trong một bài thơ về bàn tay của anh, cô so sánh chúng với những gốc rễ như "những vết sẹo nhất định" và khám phá ý tưởng về cơn khát của cô là duy trì đôi tay tận hưởng và hỗ trợ mong muốn của cô:
"tus manos"
con trai tus manos agoreras
dos Destiladas raíces
de la tierra; cicatrices
desprendidas y certeras.
crecientes van por la vera
del aire, que las detiene,
cholastradas se sostienen
prometen, Hurgan, rebuscan
siempre encuentran, siempre
gustan
de mi sed, que las mantiene 
Dávila tuyên bố rằng đôi tay của mình "duy trì", "hứa hẹn", "luôn luôn tìm thấy" và "luôn luôn tận hưởng" cơn khát của mình, thể hiện ngôn ngữ thân mật và gợi cảm trong thơ của cô. Lựa chọn khám phá cơ thể con người trong thơ báo hiệu sự hiện diện và gắn bó của Dávila với cá nhân, cô viết một lời đề dẫn để hiểu rõ hơn về loài người theo nghĩa vật lý và tinh thần nhất.

## Sách Thơ của Ánjelamaría Dávila
- Homenaje al ombligo, Dávila, Ánjelamaría y Lima, Jose Maria. 1966 
  - một cuốn sách hợp tác của thơ và bản vẽ
- Động vật hung dữ y tierno, Dávila, Ánjelamaría. Rio Piedras, PR: Ediciones Huracán, 1981. 
  - xuất bản lần đầu năm 1977.[2]
- Tôi là một querencia, Dávila, Ánjelamaría. Acaduto de Cultura Puertorriqueña, 2006. 
  - xuất bản sau khi xuất bản

## Tác phẩm có đề cập đến cô
- Hilo de Aracne: lítatura puertorriqueña, Sotomayor, Áurea María. Biên tập de la Universidad de Puerto Rico, 1995, 101-107. 
  - Nhà văn và giáo sư của Mỹ Latinh, Nghiên cứu văn hóa và Giới tính, Tình dục và Chương trình nghiên cứu về phụ nữ,[5] Áurea María Sotomayor thảo luận về thơ của Ánjelamaría và thuyết phục Homenaje al ombligo như một tác phẩm mà nhà thơ đã tự mình giải quyết. (tự khái niệm hóa).[6] Sotomayor cực kỳ quan tâm đến ngôn ngữ thơ ca của Dávila và quá trình tự định nghĩa.
- Las palabras sublevadas, Fornerín, Miguel Angel. Puerto Rico: Miguel Angel Fornerín, ngày 26 tháng 12 năm 2011, 164-165. 
  - Trong tác phẩm này, tác giả và nhà phê bình người Puerto Rico Miguel Angel Fornerín nhận xét về các tác giả Caribbean, nhịp điệu và di sản của họ. Trên trang chỉ đơn giản có tiêu đề "Ánjelamaría Dávila", Fornerín lưu ý rằng Dávila và tác phẩm của cô đã phá vỡ ranh giới của giáo phái và sự nổi tiếng để mang lại sự tuyệt vời và bất kính cho nhau. Fornerín coi cô là người tiên phong như một người phụ nữ không bị ràng buộc bởi các quy ước đạo đức của thời đại, chủ yếu là những năm 70, trong đó cô thách thức thái độ nam tính và kỳ vọng của nữ tính để khám phá tình yêu, các mối quan hệ và phụ nữ không giới hạn.
- Puerto Rico indócil: antología de cuentos puertorriqueños del siglo XXI, Belén, Ana y Sevillano, Martín. Sevilla: Algaida, 2015, 77-86. 
  - Trong Puerto Rico indócil: antología de cuentos puertorriqueños del siglo XXI là một câu chuyện viễn tưởng ngắn về vụ giết chết Ánjelamaría   Dávila. Trong "Ficha:   Ánjelamaría   Dávila, "   Nhà văn người Puerto Rico Yvonne Denis Rosario đã phóng đại cái chết của Ánjelamaría Dávila như một vụ giết người bởi một giám khảo y tế và bạn trai, người ngưỡng mộ lời nói của Dávila và lời khen ngợi công khai mà họ mang lại, nhưng cuối cùng lại giết chết cô. Yvonne Denis Rosario đảm nhận vai trò của một người bạn thân, điều tra viên toàn diện và giám định viên y tế về các chi tiết của vụ án, lời khai của người hàng xóm và khám nghiệm tử thi của bạn cô. Cô so sánh thơ của Ánjelamaría với những con bướm rực rỡ phát ra từ miệng có lẽ là một cái gật đầu với các nhà thơ tham khảo động vật trong suốt tác phẩm của mình, nhưng đặc biệt là trong Động vật hung dữ y tierno. Rosario tham khảo bệnh Alzheimer của Dávila.

## Đa phương tiện
- Tác giả đọc một số thơ của cô: https://www.youtube.com/watch?v=Cv4dG1XKJUA
- Amarilis Tavárez đang đọc "Ante tanta visión" của Dávila từ tập thơ của cô Động vật hung dữ y tierno: https://www.youtube.com/watch?v=R2wA6tRlfHU
- Một số bài thơ trên Revista Guajana: http://revistaguajana.com/paginaguajana2/angelamaria.htmlm Lưu trữ ngày 4 tháng 8 năm 2019 tại Wayback Machine